# سکس و سیتی ۲
سکس و سیتی ۲ (به انگلیسی: Sex and the City 2) ، فیلمی به کارگردانی و نویسندگی مایکل پاتریک کینگ و تهیه‌کنندگی مایکل پاتریک کینگ و سارا جسیکا پارکر و دارن استار و جان ملفی محصول سال ۲۰۱۰ میلادی است.

## بازیگران
- سارا جسیکا پارکر در نقش کری بردشاو
- کیم کاترال در نقش سامانتا جونز
- کریستین دیویس در نقش شارلوت یورک گولدنبلیت
- سینتیا نیکسون در نقش میراندا هابس
- کریس نوت در نقش جان جیمز پرستون/ آقای بیگ
- جان کوربت در نقش آیدان شاو
- دیوید آیگنبرگ در نقش استیو بردی
- ایوان هاندلر در نقش هری گولدنبلیت
- جیسون لوئیس در نقش جری "اسمیت" جرود
- ویلی گارسون در نقش استنفورد بلیچ
- ماریو کانتون در نقش آنتونی مارنتینو
- لین کوئن در نقش ماگدا
- آلیس ایو در نقش ارین ، پرستار بچه ایرلندی شارلوت
- نوا میلز در نقش نیکی مارنتینو
- مگان بون در نقش الی
- مکس رایان در نقش دکتر ریکارد اسپریت
- رضا جفری در نقش گاوراو
- ویولا هریس در نقش گلوریا بلیچ
- امید جلیلی در نقش آقای سفیر ، مدیر هتل
- ظافر العابدین در نقش محمود
- ارت مالک در نقش شیخ خالد
- پنلوپه کروز در نقش کارمن گارسیا کارمیون
- لیزا مینلی در نقش خودش
- مایلی سایرس در نقش خودش
- تیوزدی نایت در نقش خودش
- تیم گان در نقش خودش

## جوایز و نامزدها
| سال  | جایزه                 | رده                                      | اثر                                                         | نتیجه                                                                                            |
| ---- | --------------------- | ---------------------------------------- | ----------------------------------------------------------- | ------------------------------------------------------------------------------------------------ |
| ۲۰۱۰ | جایزه ملی فیلم انگلیس | Anticipated Movie of the Summer          | سکس و شهر ۲                                                 | نامزدشده                                                                                         |
| ۲۰۱۱ | جایزه برگزیده مردم    | فیلم کمدی موردعلاقه                      | سکس و شهر ۲                                                 | نامزدشده                                                                                         |
| ۲۰۱۱ | جایزه تمشک طلایی      | بدترین فیلم                              |                                                             | نامزدشده - شکست در برابر آخرین هواشکن                                                            |
| ۲۰۱۱ | جایزه تمشک طلایی      | بدترین بازیگر زن                         | کیم کاترال, کریستین دیویس، سینتیا نیکسون و سارا جسیکا پارکر | پیروز                                                                                            |
| ۲۰۱۱ | جایزه تمشک طلایی      | بدترین بازیگر نقش مکمل زن                | لیزا مینلی                                                  | نامزدشده - شکست در برابر جسیکا آلبا برای The Killer Inside Me، فاکرهای کوچک، ماشته و روز والنتین |
| ۲۰۱۱ | جایزه تمشک طلایی      | بدترین کارگردانی                         | مایکل پاتریک کینگ                                           | نامزدشده - شکست در برابر ام. نایت شیامالان برای آخرین هواشکن                                     |
| ۲۰۱۱ | جایزه تمشک طلایی      | بدترین فیلم‌نامه                          | مایکل پاتریک کینگ                                           | نامزدشده - شکست در برابر آخرین هواشکن                                                            |
| ۲۰۱۱ | جایزه تمشک طلایی      | Worst Prequel, Remake, Rip-off or Sequel |                                                             | پیروز                                                                                            |
| ۲۰۱۱ | جایزه تمشک طلایی      | بدترین اثر کلی                           |                                                             | پیروز                                                                                            |